# DJ Fresh
Daniel Stein (11 de abril de 1977), mais conhecido como DJ Fresh, é um produtor, DJ e músico britânico conhecido por fazer música eletrônica. Ele foi um dos principais membros do grupo de drum and bass Bad Company, ao lado de Darren White (dBridge), Jason Maldini e Michael Wojcicki (Vegas). Ele também possui e opera a gravadora de drum and bass Breakbeat Kaos, com Adam F.
DJ Fresh lançou seu terceiro álbum de estúdio, Nextlevelism em outubro de 2012, na Ministry of Sound, que inclui dois singles número um, "Louder" e "Hot Right Now" - primeiras canções dubstep e drum and bass número um do Reino Unido, respectivamente. Atualmente trabalhando em seu quarto álbum de estúdio, DJ Fresh lançou recentemente dois singles top cinco nas paradas de sucesso com "Earthquake", uma colaboração com Diplo e Dominique Young Unique, e "Dibby Dibby Sound", um colaboração com o produtor Jay Fay e com o lendário vocalista Ms. Dynamite.
DJ Fresh tem 2,5 milhões de discos vendidos, dois singles número 1 e mais dois top6 individuais para o seu nome. Ele também tem mais de 132 milhões de visualizações em seu canal no YouTube.

## Discografia

### Álbuns de estúdio
| Título                                                                                        | Detalhe do álbum                                                                                   | Posições em paradas músicais | Posições em paradas músicais |
| Título                                                                                        | Detalhe do álbum                                                                                   | UK                           | BEL                          |
| --------------------------------------------------------------------------------------------- | -------------------------------------------------------------------------------------------------- | ---------------------------- | ---------------------------- |
| Kryptonite                                                                                    | - Lançamento: 16 de agosto de 2010 - Gravadora: Breakbeat Kaos - Formatos: CD, digital download    | —                            | —                            |
| Nextlevelism                                                                                  | - Lançamento: 1 de outubro de 2012 - Gravadora: Ministry of Sound - Formatos: CD, digital download | 14                           | 92                           |
| "—" indica que a gravação não foi incluída nas paradas ou não foi distribuída naquela região. | |                              |                              |

## Singles

### Como artista principal
| "Gold Dust" (featuring Ce' Cile)                                                              | 2010 | 24 | —  | —  | 24 | —  | —  | —  | - BPI: platina | Kryptonite        |
| "Louder" (featuring Sian Evans)                                                               | 2011 | 1  | —  | —  | 5  | —  | —  | —  | - BPI: platina | Nextlevelism      |
| "Hot Right Now" (featuring Rita Ora)                                                          | 2012 | 1  | 46 | 24 | 11 | 28 | 22 | 39 | - BPI: platina | Nextlevelism      |
| "Gold Dust" (featuring Ms. Dynamite)                                                          | 2012 | 22 | —  | —  | 24 | —  | —  | —  | - BPI: platina | Nextlevelism      |
| "The Power" (featuring Dizzee Rascal)                                                         | 2012 | 6  | —  | —  | —  | —  | —  | —  |                | Nextlevelism      |
| "The Feeling" (featuring RaVaughn)                                                            | 2012 | 13 | —  | —  | 28 | —  | —  | —  |                | Nextlevelism      |
| "Earthquake" (vs. Diplo featuring Dominique Young Unique)                                     | 2013 | 4  | —  | —  | 21 | —  | —  | —  | - BPI: prata   | Non-album singles |
| "Dibby Dibby Sound" (vs. Jay Fay featuring Ms. Dynamite)                                      | 2014 | 3  | —  | —  | 23 | —  | —  | —  | - BPI: prata   | Non-album singles |
| "Make U Bounce" (vs. TC)                                                                      | 2014 | 10 | —  | —  | 25 | —  | —  | —  |                | Non-album singles |
| "Flashlight" (featuring Ellie Goulding)                                                       | 2014 | 47 | —  | —  | 21 | —  | —  | —  |                | Non-album singles |
| "Gravity" (featuring Ella Eyre)                                                               | 2015 | 4  | —  | —  | 16 | —  | 86 | —  | - BPI: platina | Non-album singles |
| "Believer" (with Adam F)                                                                      | 2015 | 58 | —  | —  | 22 | —  | —  | —  |                | Non-album singles |
| "How Love Begins" (with High Contrast featuring Dizzee Rascal)                                | 2016 | 53 | —  | —  | —  | —  | —  | —  |                | Non-album singles |
| "Bang Bang" (vs. Diplo featuring R. City, Selah Sue and Craig David)                          | 2016 | —  | —  | —  | 35 | —  | —  | —  | - BEA: ouro    | Non-album singles |
| "—" indica que a gravação não foi incluída nas paradas ou não foi distribuída naquela região. |      |    |    |    |    |    |    |    |                |                   |

### Como artista convidado
| "Say You Do" (Sigala featuring Imani and DJ Fresh)                                            | 2016 | 5 | 40 | 76 | - BPI: ouro | Brighter Days |
| "—" indica que a gravação não foi incluída nas paradas ou não foi distribuída naquela região. |      |   |    |    |             |               |

## Prêmios e indicações
| Ano  | Organização | Categoria                  | Recipiente                     | Resultado |
| ---- | ----------- | -------------------------- | ------------------------------ | --------- |
| 2013 | BRIT Awards | British Single of the Year | "Hot Right Now" (com Rita Ora) | Indicado  |